# Albruna (Automarke)
Albruna war eine britische Automobilmarke, die 1908–1912 bei der Brown Brothers Ltd. in Great Eastern Street in London gefertigt wurde.
1908 wurde ein 10/12 hp aufgelegt, der mit einem seitengesteuerten 1,6 l – Vierzylinder-Reihenmotor ausgestattet war. 1910 wurde ihm ein 12/14 hp zur Seite mit 2,1 l Hubraum und größerem Radstand zur Seite gestellt.
Beide Modelle wurden bis 1912 gefertigt.

## Modelle
| Modell   | Bauzeitraum | Zylinder | Hubraum  | Radstand |
| -------- | ----------- | -------- | -------- | -------- |
| 10/12 hp | 1908–1912   | 4 Reihe  | 1592 cm³ | 2540 mm  |
| 12/14 hp | 1910–1912   | 4 Reihe  | 2120 cm³ | 3277 mm  |

## Quelle
- David Culshaw & Peter Horrobin: The Complete Catalogue of British Cars 1895–1975. Veloce Publishing plc. Dorchester (1999).  ISBN 1-874105-93-6